# گریم ترنر
گریم ترنر (انگلیسی: Graeme Turner؛ زادهٔ ۱ ژانویهٔ ۱۹۴۷) نویسنده ، نظریه پرداز و استاد دانشگاه در زمینه مطالعات فرهنگی اهل استرالیا است.